# Llana

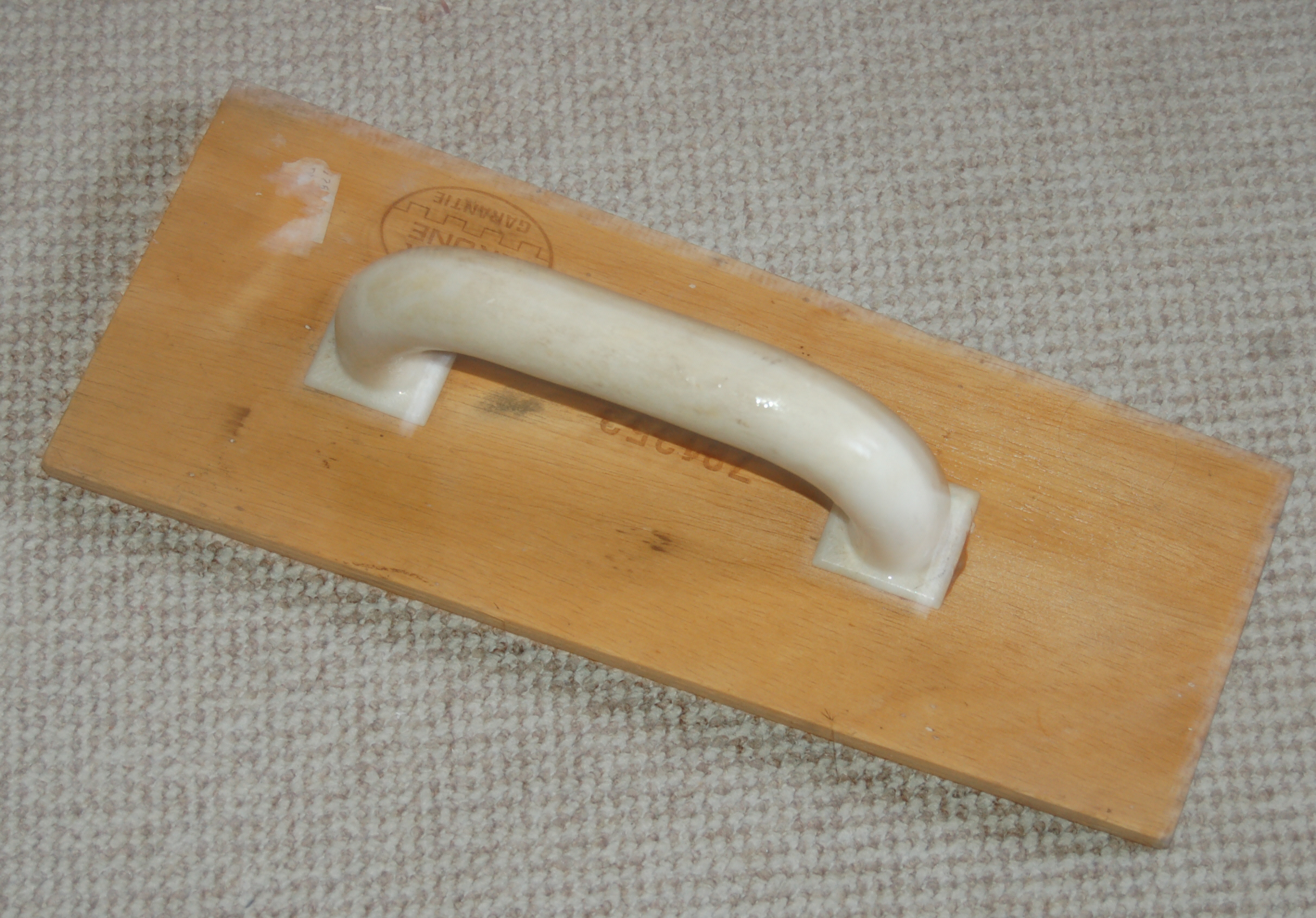
Llana de madera

La llana es una herramienta usada en el proceso de planificación, formada por una superficie plana, lisa y metálica sujetada por un asa. Según la forma de la superficie plana, hay de diversos tipos: dentada, redonda, etcétera. Se utiliza para los trabajos de blanqueo, extendiendo la pasta sobre las superficies guarnecidas, alisando y comprimiendo la masa con el borde de la herramienta. También se utiliza para extender y aplanar morteros y en lecheados. Con la llana se extiende la cal o el yeso con facilidad y ligereza, y sirve especialmente para los guarnecidos y blanqueos.